# Yevgueni Erastov
Yevgueni Rostislavovich Erastov (en ruso Евгений Ростиславович Эрастов) es un escritor y poeta ruso. Nació en 1963 en la ciudad de Gorki. Entró en el Colegio Médico de Gorki en 1980, donde, principalmente, comenzó a distribuirse su poesía, por primera vez, en uno de los periódicos más vendidos. 
Desde su segundo año de estudio, se ocupó de asociaciones tales como «Danko», «Volozka», «Stryna» y «Marafon». 
En 1989, se hizo miembro de la IX Conferencia Mundial de jóvenes escritores. Como resultado de esto, se le recomendó a la empresa de publicidad «Molodaya Gvarida» un manuscrito de su libro de poesía Nubosidad. Pero debido a acontecimientos irreversibles que comenzaron con la URSS, la oficina de la editorial -la cual trabajó con jóvenes escritores- desapareció. 
En 1992, Yevgueni entró en el Colegio de Literatura Maksim Gorki (Departamento de Correspondencia) en Moscú. Uno de sus profesores fue un gran escritor conocido como Yuri Kyznecov. Yevgueni pudo entrar en La Unión de Escritores Rusos en 1998. 
Paralelamente, todo este tiempo defendió dos tesis en medicina. Yevgueni se hizo Doctor en Medicina. Sus poemas se publicaron en revistas como Volga, Moscow, Friendship of Nations, The Star, New world, entre otros. Ha publicado en el extranjero –en periódicos de EE. UU., Alemania y Cuba. 
Yevgueni es el autor de cinco libros de poesía y cuatro de prosa. Ha ganado el premio Nizhni Novgorod (2008) y fue campeón de las competiciones internacionales de poesía La estrella de Navidad (2011) y Tsvetaeva’s Fall (2011).

## Revistas
- «Вертикаль» (Н. Новгород) (вып.14, 2005: вып.36, 2012)
- «Волга» (N.º 1, 1992)
- «Дружба народов» (N.º 3, 1996)
- «Звезда» (N.º 2, 2000)
- «Литературен свят»  (Болгария) ( вып.45, 2012)
- «Matanzas» (Куба) (N.º 1, 2007)
- «Москва» (N.º 12, 1994; N.º 12, 1995; N.º 7, 1997; N.º 11, 2003; N.º 5, 2004; N.º 4, 2006; N.º 5, 2006; N.º 3, 2007; N.º 7, 2007; N.º 3, 2009; N.º 4, 2010; N.º 5, 2011; N.º 12, 2011; N.º 7,2012)
- «Московский вестник» (N.º 5-6, 1996)
- «Наш современник» (N.º 4, 2003;N.º 5, 2004; N.º 1, 2006; N.º 6, 2006; N.º 7, 2010; N.º 9, 2011; N.º 8, 2012)
- «Нижний Новгород» (N.º 10, 1997; N.º 7, 1998; N.º 12, 1998; N.º 6, 1999; N.º 7, 1999; N.º 3, 2000)
- «Новый мир» (N.º 4, 2004)

## Libros
- Nubosidad, N. Novgorod, 1993.
- Casa celestial, N. Novgorod, 1997
- Saltamontes de invierno, N.Novgorod, 2000.
- Caleidoscopio de la infancia, N. Novgorod
- Falsa ilusión, N. Novgorod, 2002,
- La estrella de acero, N. Novgorod, 2004
- Una ventana empañada, N. Novgorod, 2005
- Después de morir, iré al río , N. Novgorod, 2008,
- Historias, N. Novgorod, 2009